# Sonic the Hedgehog (computerspel uit 2006)
Sonic the Hedgehog is een computerspel dat uitkwam in november 2006, en werd aangekondigd rond mei 2006. De Sonic-fans noemden dit spel ook SonicNextgen, omdat de game op de "next-gen"-gameconsoles uitkwam (PlayStation 3 en Xbox 360).
Er zijn drie hoofdpersonages: Sonic the Hedgehog, Shadow the Hedgehog en Silver the Hedgehog.

## Verhaal
Sonics verhaal: In Soleana, stad van het water (geïnspireerd door Venetië, de beroemde Italiaanse stad), is een festival aan de gang maar die wordt bruut met raketten verstoord door Dr. Robotnik (ook wel Dr. Eggman genoemd) die de prinses wil ontvoeren, maar Sonic steekt er een stokje voor. Maar toch lukt het Dr. Robotnik om haar mee te ontvoeren, en is het Sonics taak de prinses te redden. Intussen tijd wordt verteld dat als de prinses gaat huilen of ook maar één traantje over haar wang zal laten rollen, dat dan "The Flames Of Disaster" vrijkomt, een gedachteloze vuurmonster. Op haar zevende jaar werd het monster opgesloten in haar ziel, en sindsdien heeft ze tot haar zeventiende jaar niet gehuild.
Shadows verhaal: Shadow moet inbreken in een basis omgeven door sneeuw om zijn vriendin Rouge the Bat te redden terwijl zij een missie had. Shadow en Rouge zijn allebei spionnen, werkend voor de G.U.N. (de "Guardian Units of Nations"). In de basis lag een talisman genoemd: "The Scepter Of Darkness". Rouge nam deze talisman mee, maar later in het spel valt dit voorwerp op de grond door handelen van Dr. Robotnik, en komt er een speciale substantie vrij. Deze substantie neemt later vorm aan door de vorm van Shadows schaduw aan te nemen. Hij maakte zichzelf bekend als Mephiles The Dark en stuurt Shadow en Rouge tweehonderd jaar vooruit in de tijd naar Crisis City.
Silvers verhaal: Toen Silver in het jaar 2206 Crisis City alles aan het verkennen was kwam hij zijn vriendin Blaze The Cat tegen om te zeggen dat "The Flame`s Of Disaster" (ook wel Iblis genoemd) verscheen.
Nadat Silver en Blaze met Iblis hadden gevochten in een vergeefse poging om hem te doden
kwam Mephiles The Dark en zei dat Silver mee moest komen om te weten wie de "Iblis Trigger" is. Mephiles The Dark liet een Chaos Emerald zien waarin Sonic The Hedgehog verscheen. Sonic werd toen veroordeeld om 'the Iblis Trigger' te zijn. Later stuurde Shadow Silver terug de tijd in om te laten bewijzen dat Sonic onschuldig was. En toen bleek ook dat als Sonic werd vermoord Iblis vrij kwam zodat Mephiles de wereld kon veroveren.
Verhaal van alle drie de hoofdpersonen (ook wel "Last Episode" genoemd): Sonic en Prinses Elise wandelden door de bossen van Soleana Forest toen plotseling Mephiles te voorchijn kwam en met behulp van een Chaos Emerald een dodelijke straal op Sonic schoot. Sonic overleefde het niet en stierf. Prinses Elise begon te huilen, waardoor Iblis vrij kwam en maakte een ontmoeting met Mephiles. Mephiles en Iblis versmolten zich met elkaar tot Solaris, de god van de zon. Ze werden machtiger en gingen het universum opslokken. Hun eerste slachtoffer werd de Aarde. Na een paar dingen te hebben gedaan met de wereld ontmoetten de vrienden van Sonic elkaar. 
Dr. Robotnik was en Sonics lichaam waren er ook. Ze maakten een plan om alle zeven Chaos Emeralds te vinden om Sonic te redden en Mephiles en Iblis te verslaan.

## Personages
Speelbaar:
- Sonic the Hedgehog (Grote rol)
- Shadow the Hedgehog (Grote rol)
- Silver the Hedgehog (Grote rol)
- Miles "Tails" Prower (Kleine rol)
- Knuckles the Echidna (Kleine rol)
- Amy Rose (Kleine rol)
- Rouge the Bat (Kleine rol)
- E-123 Omega (Kleine rol)
- Blaze the Cat (Kleine rol)

Niet speelbaar:
- Dr. Robotnik
- Prinses Elise
- Mephiles The Dark
- Iblis

## Levels
- Wave Ocean: Een strand waar orka`s verblijven en waar Sonic achter de prinses aan zit.
- Radical Train: Een level dat een mijn voorstelt, bevolkt met treinen. Dit level speelt zich af in een vallei.
- Crisis City: Een level in een verwoeste stad met veel vuur en lava.
- Kingdom Valley: Een vallei van ruïnes van een extreem groot kasteel met Sonic aan het einde een watersplitsing van een zee waar hij met extreme snelheid erdoorheen rent.
- Flame Core: Een vulkanisch landschap met vuur en lava ook wel Iblis zijn thuis genoemd
- Dusty Desert: Een woestijnlevel waarin je door ruïnes en piramides gaat.
- Tropical Jungle: Een tropisch woud in een moeras.
- Aquatic Base: Een hightech waterbasis vol robots die het bewaken.
- White Acropolis: Een sneeuwbasis van Dr. Eggman tussen de bergen.
- End Of The World: Een mysterieus level waarin tijd en ruimte door elkaar zijn gegooid. Daarom komen bepaalde hiervoor genoemde locaties voor, maar alle gebieden worden beïnvloed door de duistere macht van Solaris.

## Gameplay
- Sonic: Razendsnelle gameplay, met passages waarin je letterlijk niet kan stoppen met rennen. In sommige levels moet je Prinses Elise naar een veilige plek brengen.
- Shadow: Een beetje snelheid, maar veel actie. Shadow kan middels zijn Chaos Attack vijanden meerdere malen aanvallen. Ook komen er gewapende trucks en vliegtuigen in voor die Shadow kan gebruiken tijdens zijn missies.
- Silver: Deze levels zijn relatief langzaam, maar kent de gimmick dat je objecten naar robots en monsters kan laten gooien met telekinetische krachten. Ook kan je platformen laten zweven en zelf stukken vliegen.
- Stad: Dit is geen echt level, maar een zogeheten hub. Hier loop je vrij rond in Soleanna. Je kan met mensen praten, portalen naar levels vinden en missies uitvoeren.
- Missies: Dit zijn opdrachten waarbij je de inwoners van Soleanna op alle mogelijke manieren helpt. Zo moet je robots vernietigen die de stad bedreigen, hondjes terugbrengen bij hun baasjes en puzzels oplossen om te vorderen in het verhaal.
- (Eind)baas: Het spel kent eindbazen die op bepaalde momenten in het verhaal voorkomen. Door middel van verschillende tactieken dient het betreffende personage de baas het hoofd te bieden.

## Ontvangst
Over het algemeen werd deze Sonic-game negatief tot zeer negatief ontvangen. De game wordt door velen gezien als een van de slechtste games aller tijden. Vele critici wezen de onbruikbare gameplay, de middelmatig ontworpen levels en het afgeraffelde karakter van de game als heikelpunten aan. Volgens Metacritic scoorde de game gemiddeld 43/100 voor de Playstation 3 en 46/100 voor de Xbox 360.